# Efiaimbalo
Andresysanti, nacido en 1925 en Androka, es un escultor de Madagascar.

## Datos biográficos
Efiaimbalo nació  en Androka, donde ha trabajado y vivido toda su vida. Miembro de la  etnia Mahafaly, esculpe aloalos, estelas de madera que sirven para marcar tradicionalmente las tumbas. Incorpora símbolos modernos de riqueza y prestigio, como aviones y coches, en sus diseños, combinando en ellos más elementos tradicionales y tallándolos en  maderas duras. Su obra está en la colección de Jean Pigozzi.